# Zofia Teliga-Mertens
Zofia Teliga-Mertens, właśc. Zofia Władysława Mertens (ur. 11 października 1926 w Krzemieńcu, zm. 27 września 2022) – polska agronom, działaczka społeczna i charytatywna, zaangażowana w repatriację polskich rodzin z Kazachstanu. Dama Orderu Orła Białego.

## Życiorys
Córka Zofii i Stefana, żołnierza Legionów Polskich i oficera Wojska Polskiego. W okresie II RP jej rodzina osiedliła się na Wołyniu, gdzie jej ojciec za zasługi w wojnie polsko-bolszewickiej otrzymał majątek w Woli Rycerskiej. W trakcie II wojny światowej rodzina została zesłana w głąb ZSRR. Stefan Teliga zmarł, zanim dotarł do armii Władysława Andersa. Zofię Teligę-Mertens wraz z matką wywieziono do Kazachstanu. W 1946 osiedliła się we Wrocławiu, gdzie ukończyła studia rolnicze. Obroniła następnie doktorat, do czasu przejścia w 1981 na emeryturę pracowała m.in. w piśmie „Gromada – Rolnik Polski”.
W 1998 w ramach rekompensaty za utracone mienie zabużańskie wraz z matką otrzymała trzy wielorodzinne budynki na osiedlu w Szczytnicy, pozostawione przez wycofane z Polski wojska radzieckie. Wyremontowała je własnym kosztem, następnie zdecydowała się przeznaczyć ten majątek dla Polaków repatriowanych z Kazachstanu. Dzięki temu 40 rodzin przesiedlonych do Polski (łącznie około 200 osób) otrzymało od niej na własność mieszkania na osiedlu nazwanym przez nią „Kresówką”.
W 2011 jej działalność charytatywna została przedstawiona w filmie dokumentalnym Szklane domy pani Zosi.
Pochowana na cmentarzu Osobowickim we Wrocławiu.

## Odznaczenia i wyróżnienia
W 2017 prezydent Andrzej Duda za działalność społeczną i charytatywną odznaczył ją Orderem Orła Białego (dekoracja nastąpiła w ramach obchodów Święta Narodowego Trzeciego Maja). W 2013 odznaczona Krzyżem Kawalerskim Orderu Odrodzenia Polski. W 2021 otrzymała Medal Stulecia Odzyskanej Niepodległości.
W 2016 została wyróżniona Nagrodą Wrocławia. W 2019 wyróżniona tytułem honorowego obywatela Dolnego Śląska.